# Зграда команде ваздухопловства
Палата Команде ваздухопловства је монументално здање која се налази на Авијатичарском тргу бр. 12 у Земуну, Београд. Када је завршена 1936. сматрали су је једном "од најлепших и најмонументалнијих грађевина у нашој земљи".
У згради Команди је 1945. године отпочела са радом прва лекарска комисија за летаче из које ће настати Ваздухопловномедицински институт. У овом здању је 15. фебруара 1957. године основан Музеј ваздухопловства.

## Опис
Зграда Команде ваздухопловства у Земуну је саграђена 1935. године, према пројекту архитекте Драгише Брашована, на месту зграда некадашње Војне команде у Земуну. Представља једно од најоригиналнијих дела архитекте Драгише Брашована и значајно дело југословенске модерне у периоду између два светска рата. По укупној запремини, дуго времена ова зграда је била једна од највећих у Земуну, а и данас представља један од најдоминантнијих објеката у оквиру Старог језгра Земуна. Грађена је са основом у облику четвороугла, са унутрашњим двориштем и предбаштом. Постављена је као самостална блок-зграда, конципирана и као део зграде Земунске војне команде у Главној улици број 5, са којом чини урбанистичку целину. Има приземље и четири спрата изнад којих се уздиже пропорционално усклађена кула са седам спратова, чији је волумен разуђен и акцентован средишњом доминантом. Симетрични волумен главне фасаде наглашен је бочним ризалитима приземља и прва два спрата. Бочну фасаду карактерише уједначен ритам грађевинских отвора и дискретно и одмерено постављена волуминозна фигура Икара рад вајарке Злате Марков (Житиште 1908 – Нови Сад 1986), који је својом митолошком симболиком везан за значење и намену објекта. Објекат одликује оригиналност, ликовна изражајност, унутрашња динамика и склоност ка детаљу. Зграда Команде ваздухопловства у Земуну поседује изразите архитектонске и културно-историјске вредности.
Палата Команде ваздухопловства у Земуну представља једно од најуспешнијих дела архитекте Драгише Брашована и архитектонски најзначајнији објекат модерне изграђен у оквиру Старог језгра Земуна. Својим несумњивим квалитетима и специфичном наменом доприноси већ потврђеним историјским вредностима просторне културно-историјске целине Старо језгро Земуна. Развој различитих типова архитектонских објеката унутар заштићеног језгра од тзв. балканске куће, војвођанске и маловарошке куће, преко стилских високопартерних и једноспратних стамбених и стамбено-пословних кућа до јавних зграда специјализоване намене, достиже у архитектонском смислу кулминацију у ауторском остварењу Драгише Брашована, делу Команде ваздухопловства.
Током бомбардовања 5. априла 1999. године, ујутро у четири часа и осамнаест минута, зграда је оштећена у НАТО нападу, са два пројектила која су погодила средишњи сегмент из Главне улице и кулу са дворишне стране. Јуна 2000. постављено је испред десног ризалита чеоне фасаде, спомен обележје страдалим припадницима снага РВ и ПВО, током ваздушних напада 1999. године. Реконструкција зграде је извршена према оригиналним плановима 2000-2001. године. Пројекат овог здања је био представљен 2015. године на изложби у Бечу где су била изложена дела домаћих архитеката у стилу модерне, архитектонског правца који је обележио постојање Југославије у 20. веку.

## Галерија
- Главни улаз
- Капија
- Оштећења од НАТО бомбардовања
- Зграда команде ваздухопловства
- Изглед са Главне улице
- Кип Икара на фасади
- Зграда команде ваздухопловства на поштанској маркици Независне Државе Хрватске из 1941. године